# Golden Boy (San Marino)
Golden Boy (pol. Złoty Chłopiec) − doroczna nagroda przyznawana przez Federazione Sammarinese Giuoco Calcio najlepszemu sanmaryńskiemu piłkarzowi do lat 23.

## Format
Nagrodę podczas dorocznej imprezy sportowo-kulturalnej Calcio Estate przyznaje jury, złożone z dziennikarzy, działaczy i osób związanych ze środowiskiem piłkarskim w San Marino. Patronat sportowy i organizacyjny nad wydarzeniem sprawuje Federazione Sammarinese Giuoco Calcio, patronat medialny pełni San Marino RTV. Do 2014 roku kapitule przewodniczył włoski dziennikarz sportowy Giorgio Betti. Od edycji 2015 opiekę i zarządzanie nad wydarzeniem przejął dziennikarz San Marino RTV Elia Gorini.

## Laureaci
| Rok  | Zawodnik                                         | Klub                                             |
| ---- | ------------------------------------------------ | ------------------------------------------------ |
| 2005 | Aldo Simoncini                                   | Modena FC U-20                                   |
| 2006 | Matteo Valli                                     | San Marino U-21                                  |
| 2007 | Aldo Simoncini Davide Simoncini                  | San Marino Calcio AC Libertas                    |
| 2008 | Mattia Casadei                                   | FC Fiorentino                                    |
| 2009 | Enrico Cibelli                                   | SP Tre Penne                                     |
| 2010 | Andrea Moroni                                    | SC Faetano                                       |
| 2011 | Michele Cervellini                               | AC Juvenes/Dogana                                |
| 2012 | Mattia Manzaroli                                 | AC Juvenes/Dogana                                |
| 2013 | Lorenzo Buscarini Simone Ciavatta                | SS Murata SP Cailungo                            |
| 2014 | Juri Biordi                                      | San Marino Calcio U-19                           |
| 2015 | Elia Benedettini                                 | SS Murata                                        |
| 2016 | Tommaso Zafferani                                | SP La Fiorita                                    |
| 2017 | Michael Battistini                               | AC Juvenes/Dogana                                |
| 2018 | Filippo Berardi                                  | SS Juve Stabia                                   |
| 2019 | Nicola Nanni                                     | FC Crotone                                       |
| 2020 | Nie przyznano z powodu wybuchu pandemii COVID-19 | Nie przyznano z powodu wybuchu pandemii COVID-19 |
| 2021 | Filippo Fabbri                                   | Cesena                                           |
| 2022 | Samuel Pancotti                                  | San Marino Calcio SP La Fiorita                  |